# Robert Adam
Robert Adam (n. 3 iulie 1728, Kirkcaldy, Scoția – d. 3 martie 1792, Londra) a fost un arhitect și decorator de interioare scoțian și părintele clasicismului britanic și reprezentantul principal al stilului Adam.

## Biografie
În perioada 1754-1758 a studiat monumente antice în Italia și îndeosebi palatul lui Dioclețian din Spalato (Split), realizând volumul „The ruins of the Palace of Diocletian“, 1764. Pe baza acestui studiu arheologic a elaborat (împreună cu fratele său A. James 1732-1794) principii arhitectonice în care elemente ale clasicismului antic se îmbină în mod fericit cu tradiția engleză, dând naștere unui curent neoclasic („stilul Adam“) care va marca pentru mult timp dezvoltarea artei engleze.

## Galerie

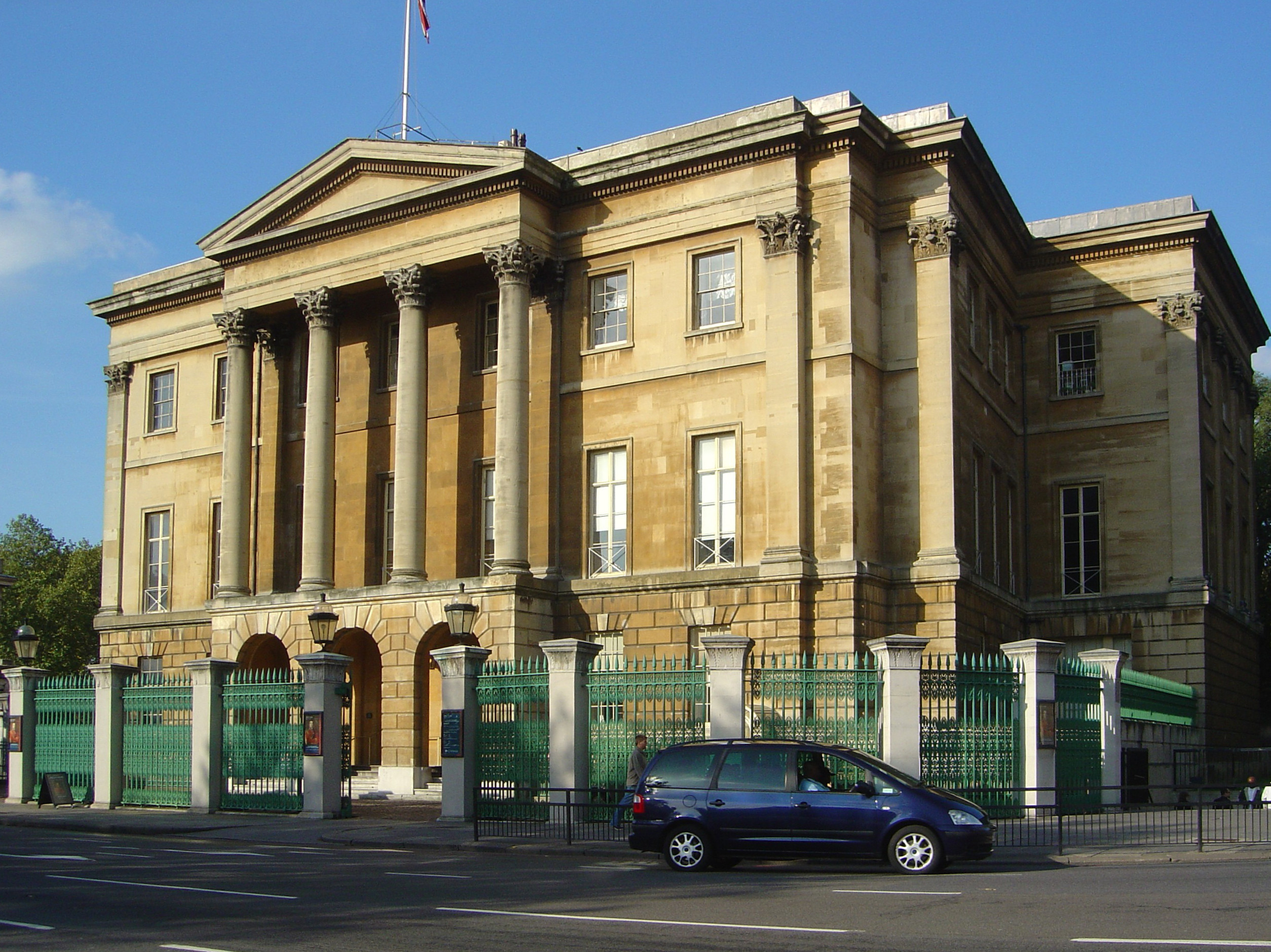
Apsley House
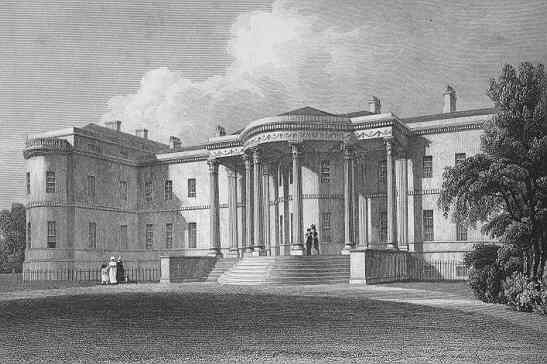
Luton Hoo
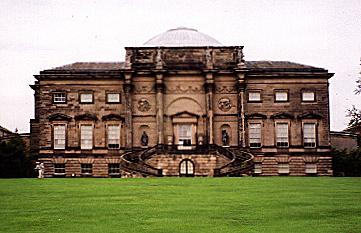
Kedleston Hall
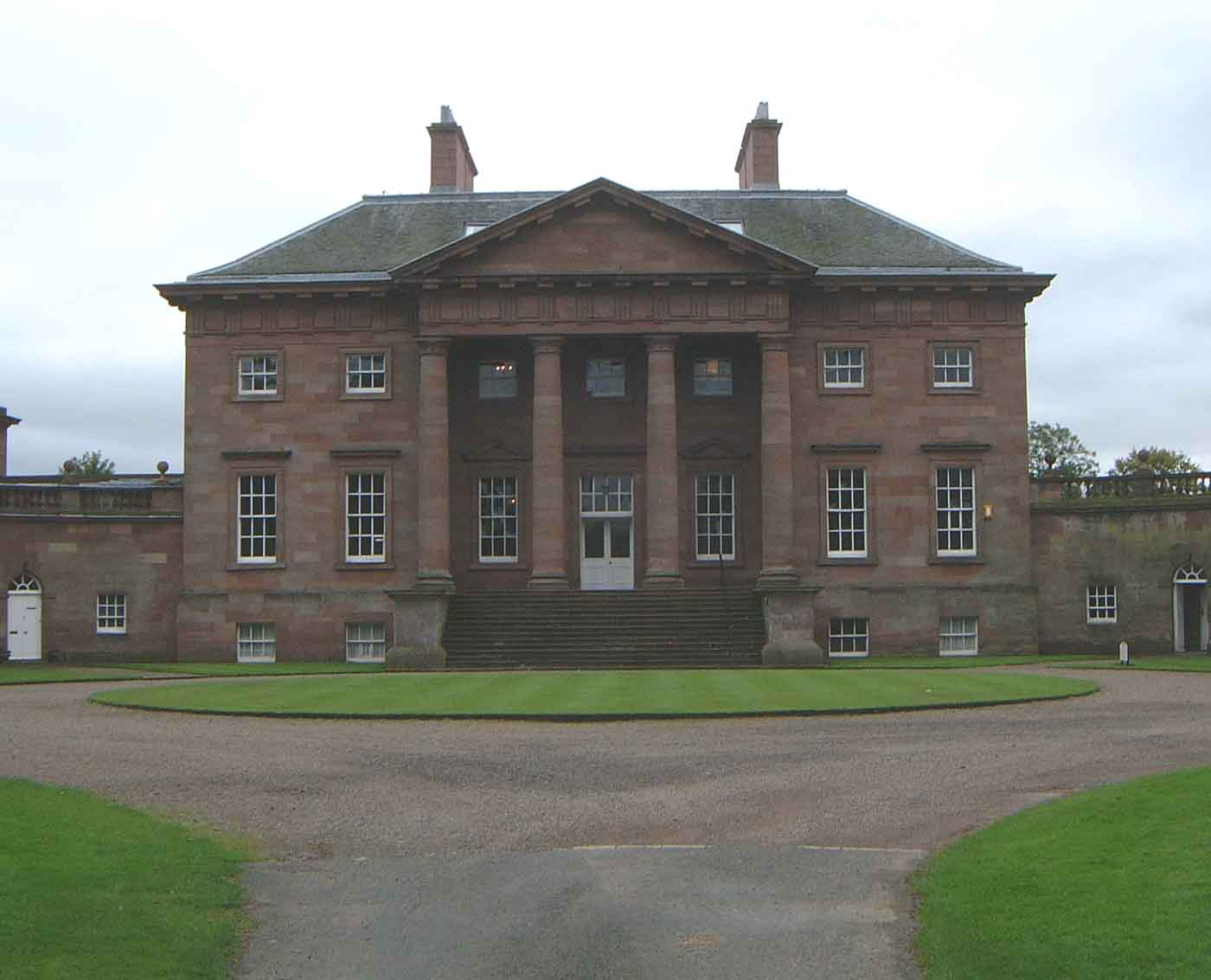
Paxton House
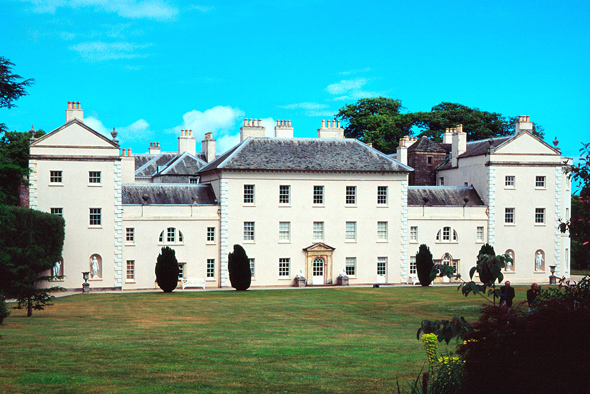
Saltram House

### Opere importante
- Apsley House, London (1778)
- Bowood House, Wiltshire
- Charlotte Square (Nordseite), Edinburgh (1791)
- Edinburgh University Old College
- Kedleston Hall, Derby (1759–1765)
- Kenwood House, Hampstead, London (1768)
- Luton Hoo, Bedfordshire (1766–1770)
- Mistley Towers
- Osterley Park, London (1761–1780)
- Paxton House, Berwick-upon-Tweed (1758)
- Pulteney Bridge, Bath (1770)
- Saltram House, Plympton bei Plymouth
- Shardeloes Inneneinrichtung, Buckinghamshire (1761)
- Syon House Inneneinrichtung, Brentford (1762–1769)